# Württembergische Krankenversicherung
Die Württembergische Krankenversicherung AG betreibt die private Kranken- und Pflegeversicherung und ist in Deutschland mit Sitz in Kornwestheim vertreten. Der Kernmarkt ist Deutschland. Neben der Krankheitskostenvollversicherung besteht das Produktportfolio aus Krankenzusatz- sowie Pflegezusatzversicherungen. Im Jahr 2023 wurde das Produktspektrum durch die Einführung von Budgettarifen im Rahmen der betrieblichen Krankenversicherung weiterentwickelt. Die Zusammenarbeit mit Kooperationspartnern wurde ebenfalls ausgebaut: Die Württembergische Krankenversicherung AG bietet Gesundheits-Check-ups über den Kooperationspartner Corporate Health für vollversicherte Kunden sowie nun auch für Zusatzversicherte im bKV-Budgettarif und in Tarifen, die Vorsorgeuntersuchungen abdecken, an. Im Vertrieb legt die Württembergische Krankenversicherung besonderen Wert auf zuverlässige und kompetente persönliche Beratung. Der interne Vertrieb besteht aus den beiden Ausschließlichkeitsvertrieben von Wüstenrot und Württembergische. Auf dem Maklermarkt wird mit unabhängigen Vermittlern zusammengearbeitet. Darüber hinaus tragen Kooperationspartner aus dem Banken- und Versicherungssektor wie die vivida BKK zum Geschäftserfolg bei.

## Geschichte und Zugehörigkeit
Seit der Fusion der etablierten Unternehmen Wüstenrot und Württembergische im Jahr 1999 ist die Württembergische Krankenversicherung AG Teil des Wüstenrot & Württembergische-Konzerns (W&W-Konzern). Im Geschäftsfeld Versichern bietet der W&W-Konzern seinen Kundinnen und Kunden ein breites Produktspektrum aus Personen- sowie Schaden-/Unfallversicherungen. Zu den Hauptunternehmen in diesem Bereich gehören die Württembergische Versicherung AG, die Württembergische Lebensversicherung AG und die Württembergische Krankenversicherung AG.

## Vorstand
Der Vorstand der Württembergische Krankenversicherung AG besteht aus zwei Mitgliedern:
- Jacques Wasserfall (Vorsitz)
- Dr. Jonas Eickholt

## Kennzahlen
| Kennzahlen                          | 2023           | 2024           |
| ----------------------------------- | -------------- | -------------- |
| Gebuchte Bruttobeiträge             | 315,8 Mio. EUR | 326,9 Mio. EUR |
| Aufwendungen für Versicherungsfälle | 151,1 Mio. EUR | 168,6 Mio. EUR |
| Kapitalanlagen                      | 1,5 Mrd. EUR   | 1,7 Mrd. EUR   |
| Versichertenbestand                 | 493 Tsd.       | 508 Tsd.       |